# Teoretisk fysik
Teoretisk fysik är den del av fysiken som använder matematiska eller datorbaserade modeller för att försöka förstå och beskriva naturen. Teoretiska fysiker formulerar modeller av verkligheten som används för att förklara, organisera och förutsäga fysikaliska fenomen. Dessa modeller kallas för fysikaliska teorier.

## Typer av teoretisk fysik
Teoretisk fysik är ett mycket brett begrepp. En del av den teoretiska fysiken ligger närmare experimentell fysik och arbetar med att tolka resultat från experiment och att utveckla nya modeller, teorier och beräkningsmetoder utifrån detta. Denna typ av teoretisk fysik kallas ibland för fenomenologi, och den mer beräkningsinriktade teoretiska fysiken kallas ibland för beräkningsfysik. Matematisk fysik å andra sidan har stora krav på matematisk bevisföring och matematiska fysiker arbetar till exempel med att utveckla nya matematiska metoder och formuleringar och att göra existerande teorier mer matematiskt rigorösa. Matematiska fysiker ägnar sig i allmänhet inte åt att studera experimentella data eller åt numeriska beräkningar.
Mellan dessa områden finns en flytande skala av olika typer av aktiviteter, och ibland särskiljs dessa så att man med teoretisk fysik varken menar matematisk fysik eller fenomenologi och beräkningsfysik utan det som finns emellan. Det kan röra sig om kvantfältteori, allmän relativitetsteori, strängteori och så vidare.

## Fysikaliska teorier
En fysikalisk teori är en matematisk formulering av fysikaliska lagar, som ska innefatta observerade fenomen och förutsäga nya. Exempel på fysikaliska teorier är den elektromagnetiska fältteorin och kvantmekaniken. De flesta teorier som dagens teoretiska fysiker arbetar med har sina grunder i den allmänna relativitetsteorin och/eller kvantmekaniken.
En teoris "kvalitet" är i stor utsträckning kopplad till dess förmåga att göra förutsägelser (av resultat från nya experiment) och dess omfattning. Förutsägelserna måste i sin tur kunna prövas mot nya observationer och avgör om hypotesen-teorin kan godtas, måste modifieras eller förkastas. En annan viktig bedömningsgrund är teoretisk enkelhet (Ockhams rakkniv) och elegans.
Historiskt sett har man ofta haft en fysikalisk observation som utgångspunkt för att skapa en ny teoretisk beskrivning. Detta är dock inte alltid fallet; i vissa fall har dock en hel teori kunna byggas upp utan att någon specifik observation förelegat. I så fall måste teorins förutsägelser prövas genom observationer i efterhand för att kunna godtas. Detta var fallet för Einsteins allmänna relativitetsteori, vars tillkomst var helt genom teoretiskt arbete. Den har därefter verifierats experimentellt. 
Ett aktuellt exempel är strängteorin, som ännu inte kunnat testas experimentellt men som har stort stöd bland teoretiska fysiker på grund av dess teoretiska egenskaper.